# Enicospilus amoenus
Enicospilus amoenus là một loài tò vò trong họ Ichneumonidae.